# Comuna Norte (Cúcuta)
La Comuna 6 o Norte Oficialmente Aeropuerto es una aglomeración de barrios que están ubicados en la zona norte de la ciudad colombiana de Cúcuta. El comercio es la columna principal con el 67% de la actividad económica. Su área (sin aeropuerto) es de 9 km² y su población total es cerca de 80 mil habitantes.

## Subdivisión
La comuna Norte está dividida en 57 barrios:
- Virgilio Barco
- Porvenir
- Alonsito
- San Gerardo
- Aeropuerto
- Panamericano
- El Salado
- La Ínsula
- Colinas de la Victoria
- Sevilla
- Cerro Norte
- Cerro la Cruz
- Las Américas
- Camilo Daza
- San Gerardo
- Trigal del Norte
- Molinos del Norte
- Brisas de Molinos
- La Concordia
- Simón Bolívar I
- Cumbres del Norte
- Caño Limón
- Toledo Plata
- María Auxiliadora
- Villas de las Américas
- Los Laureles
- Carlos Pizarro
- María Paz
- La Isla
- Carlos García Lozada
- Divino Niño
- Rafael Núñez
- Las Vegas
- Nueva Colombia
- 8 de Diciembre
- Cecilia Castro
- Olga Teresa
- Villa Nueva
- Brisas del Aeropuerto
- 20 de Diciembre
- Brisas del Paraíso
- 6 de Mayo
- Esperanza Martínez
- Villas del Tejar
- Brisas del Porvenir
- El Cerro

## Transporte
En esta comuna se ubica el Aeropuerto Internacional Camilo Daza, el cual sirve para la ciudad de Cúcuta e indirectamente al estado fronterizo venezolano de Táchira. La Ruta Nacional 55 y el Anillo vial son las principales autopistas de la ciudad que cruzan la comuna.